# Y2K系列
《Y2K系列》（英語：Y2K Series）是香港電台電視部製作的青春偶像單元劇系列。每一輯都圍繞一個主題，以青少年勵志為主。這系列的特色是選用一群螢幕新人，於暑期選角拍攝，他們大都沒有演出經驗，最多也是兼職模特兒。推出的時候，非常受歡迎，亦令劇中主角的知名度大大提升。
很多當時於首五套劇擔正的新人，現已成為樂壇、影壇的新一代，當中包括：方力申、余文樂、蔡卓妍、關智斌、蔣雅文、唐詩詠、羅子溢、談善言等。
此劇系列共分為5輯：
- 第1輯名為《Y2K前的暑假》，共有9集，於1999年播出；
- 第2輯名為《青春@Y2K》，共有8集，於2000年播出；
- 第3輯名為《Y2K+01》，共有10集，於2001年播出；
- 第4輯名為《過渡青春》，共有10集，於2006年播出；
- 第5輯名為《DIY2K》，共有13集，於2012年播出。

## Y2K前的暑假
《Y2K前的暑假》故事圍繞一班年青放暑假時因偶遇而引發的連串動人故事。合共8集，以青少年角度去看自己的行為，反映青少年的思想心態。
暑假剛開始，一夥年青人機緣巧合之下，在警署聚首一堂結成好友，繼而一起投入各種暑期活動，引發連串友誼與愛情的衝擊，最後因友人Gilbert的突然死亡，令各人更珍惜生命，並努力踏上精彩前程。
主題曲《渾身是愛》由陳慧琳、雷頌德合唱。
| 集數 | 首播日期      | 標題           | 編導   |
| ---- | ------------- | -------------- | ------ |
| 1    | 1999年7月29日 | 夏日第一篇     | 王璐德 |
| 2    | 1999年8月5日  | 第二篇         | 陳曼儀 |
| 3    | 1999年8月12日 | 尋尋覓覓篇     | 麥繼安 |
| 4    | 1999年8月19日 | 大話連篇       | 伍自禎 |
| 5    | 1999年8月26日 | 愛情篇         | 張健華 |
| 6    | 1999年9月2日  | 友情歲月篇     | 陳曼儀 |
| 7    | 1999年9月9日  | 啟示篇         | 王璐德 |
| 8    | 1999年9月16日 | 前程篇         | 張健華 |
| 9    | 1999年9月23日 | 下世紀暑假再見 | 余世民 |

主要角色
- 周子駒 飾 周子駒Cyrus
- 林子萱 飾 樂彤KiKi
- 方力申 飾 方力申Alex
- 白詠安 飾 白詠安Crystal
- 潘卓楠 飾 張卓東Gilbert
- 陳逸寧 飾 Isabel
- 錢靖雯 飾 Moe
- 周瀚璋 飾 阿恩Philip
- 高皓正 飾 Isabel追求者

## 青春@Y2K
《青春@Y2K》於2000年暑假期間播出，共八集，主題曲為王力宏之《這就是愛》；此劇亦同時把劇中主角各人帶進娛樂圈發展，2005年出版影碟發售
講述男子籃球隊聞名港九的德智中學，決定成立一支女子欖球隊。女欖球隊成員阿Yen與阿sa分別暗戀男子籃球隊的阿樂與阿Miu，而阿樂與阿Miu分別是隊中的競選對手，常生磨擦，令球隊爭取十連冠的希望日漸渺茫‥
同時，阿sa的知己，同是女子欖球隊的思凝，卻與阿Miu擦出愛火花。女子欖球隊因各隊員的問題而面臨分裂。後來這群男女中學生終能透過運動競賽中，培養出團結及積極上進的精神。
| 集數 | 首播日期      | 標題                   | 編導   |
| ---- | ------------- | ---------------------- | ------ |
| 1    | 2000年6月10日 | 從天而降的欖球         | 張健華 |
| 2    | 2000年6月17日 | 男兒當入樽             | 伍自禎 |
| 3    | 2000年6月24日 | 我要SPORTY D           | 麥繼安 |
| 4    | 2000年7月1日  | 三分鐘熱度             | 夏桂昌 |
| 5    | 2000年7月8日  | 輸了...要緊...不要緊？ | 余世民 |
| 6    | 2000年7月15日 | 喜歡感情用事的年青男女 | 李澈   |
| 7    | 2000年7月22日 | 一個也不能少           | 陳曼儀 |
| 8    | 2000年7月29日 | 沒有欖球的日子         | 王璐德 |

主要角色
- 余文樂 飾 陳永樂
- 林慧妍 飾 林慧妍（Yen）
- 唐詩詠 飾 唐思凝（思凝）
- 蔡卓妍 飾 程莎莎（阿sa）
- 苗子揚 飾 苗學謙（Miu）
- 梁穎瑜 飾 高小曼
- 鍾錦釵 飾 鍾錦釵（阿錦）
- 黎國輝 飾 陳榮錦（阿感）
- 張卓楠 飾 Wilfred

## Y2K+01
《Y2K+01》內容講述自幼嬌生慣養，從未經歷過風浪的名校高材生樂，因無牌醉酒駕駛而撞倒街頭舞王柯仔，柯仔昏迷入院，同時粉碎了一班生死之交的創業夢想。 柯仔昏迷期間，樂巧遇柯仔女友阿魚，樂從而打入了柯仔朋友的生活圈子。一宗交通意外，令兩班不同世界的青年人緊緊扣在一起。主題曲為方力申、李彩樺主唱的《激流》。
| 集數 | 首播日期       | 標題           | 編導   |
| ---- | -------------- | -------------- | ------ |
| 1    | 2001年10月6日  | 事先張揚的意外 | 陳曼儀 |
| 2    | 2001年10月13日 | 明日世界終結時 | 張健華 |
| 3    | 2001年10月20日 | 愛在昏亂徬徨時 | 李澈   |
| 4    | 2001年10月27日 | 百年昏睡       | 張健華 |
| 5    | 2001年11月3日  | 舞出愛火花     | 余世民 |
| 6    | 2001年11月10日 | 青春夢裏人     | 夏桂昌 |
| 7    | 2001年11月17日 | 活在地獄夢天堂 | 李澈   |
| 8    | 2001年11月24日 | 愛比戀更冷     | 陳曼儀 |
| 9    | 2001年12月1日  | 太陽照樣昇起   | 張健華 |
| 10   | 2001年12月8日  | 青春之歌       | 伍自禎 |

主要角色
- 余文樂 飾 阿樂
- 柯有倫 飾 柯仔
- 蔣祖曼 飾 阿魚
- 關智斌 飾 阿斌
- 何肇晃 飾 小齊
- 蔣雅文 飾 芝芝
- 袁偉豪 飾 老野

## 過渡青春
《過渡青春》內容講述遇上感情問題的Crystal獨自搬到離島居住，而與母親不和的Lesley則寄居於Crystal在市區的家，以便回校設計動畫影片。Crystal在離島上認識了從事有機耕種的亞謙和有意組織足球隊的Tom。節目於2006年10月4日首播，共有10集。主題曲是衞蘭主唱的《霎眼嬌》
| 集數 | 首播日期       | 標題             | 編導   |
| ---- | -------------- | ---------------- | ------ |
| 1    | 2006年10月4日  | 失去·沒大不了    | 余世民 |
| 2    | 2006年10月11日 | 逃避·不逃避      | 余世民 |
| 3    | 2006年10月28日 | 認命·不認命      | 余世民 |
| 4    | 2006年10月25日 | 小鬼頭·大無賴    | 李澈   |
| 5    | 2006年11月1日  | 誤會重重         | 馮家鍵 |
| 6    | 2006年11月8日  | 為甚麽？為甚麽？ | 馮家鍵 |
| 7    | 2006年11月15日 | 最後倒數         | 謝家豪 |
| 8    | 2006年11月22日 | 靜止的一刻       | 李麗珊 |
| 9    | 2006年11月29日 | 記憶與遺忘       | 陳榮錦 |
| 10   | 2006年12月6日  | 終點·起點        | 劉應強 |

主要角色
- 温雅妍 飾 Crystal
- 羅子溢 飾 謙
- 梁嫈 飾 Lesley
- 白梓軒 飾 Tom
- 馬凱怡 飾 Vibeke
- 蔣家旻 飾 Angel
- 史寶怡 飾 Boey
- 王敏奕 飾 Venus
- 文詠珊 飾 Janice
- 錢行 飾 Walker
- 鄧俊坤 飾 坤
- 徐英瑛 飾 英瑛

## DiY2K
《DiY2K》（意思為Design in Y2K），講述幾名從事設計事業的年輕人，為了尋找創作空間，租用了工廠大廈的單位，並命名為Neverland。節目於2012年9月25日其逢週二晚7點於無綫電視翡翠台播出，共有13集，主題曲為ToNick的《異相》。
| 集數 | 首播日期       | 標題         | 導演   |
| ---- | -------------- | ------------ | ------ |
| 1    | 2012年9月25日  | 是In還是Out  | 李澈   |
| 2    | 2012年10月2日  | 困           | 陳榮錦 |
| 3    | 2012年10月9日  | 好孩子的天空 | 李麗珊 |
| 4    | 2012年10月16日 | 各有各態度   | 梁建明 |
| 5    | 2012年10月23日 | 敢作敢為     | 馮家良 |
| 6    | 2012年10月30日 | 進退之間     | 馮家良 |
| 7    | 2012年11月6日  | 錯了又如何   | 梁建明 |
| 8    | 2012年11月13日 | 愛情起義     | 李才良 |
| 9    | 2012年11月20日 | 框外框內     | 李才良 |
| 10   | 2012年11月27日 | 開始與終結   | 李麗珊 |
| 11   | 2012年12月4日  | 交叉點       | 李麗珊 |
| 12   | 2012年12月11日 | 風暴前的獨航 | 陳榮錦 |
| 13   | 2012年12月18日 | 夢沉 . 夢尋  | 陳榮錦 |

主要角色
- 胡卓希 飾 Jason
- 談善言 飾 談善言（車神）
- 李任燊 飾 Kyle（任總）
- 麥芷誼 飾 Koyi（爆樽）
- 方家進 飾 Chris
- 蘇樂善 飾 海寶
- 李敏飾 Ranya

## 另見
- 《CYC家族》:香港電台另一系列青春單元劇電視劇集
- 《四葉草系列》:香港無綫電視的一系列青春劇集

## 外部連結
- Y2K前的暑假 （页面存档备份，存于） 重溫 - 香港電台（簡介 （页面存档备份，存于））
- 青春@Y2K （页面存档备份，存于） 重溫 - 香港電台（簡介 （页面存档备份，存于））
- Y2K+01 （页面存档备份，存于） 重溫 - 香港電台（簡介 （页面存档备份，存于））
- 過渡青春 （页面存档备份，存于） 重溫 - 香港電台（簡介）
- DIY2K 香港電台特備網頁